# Dipartimento di San Lorenzo (Chaco)
San Lorenzo è un dipartimento argentino, situato nella parte meridionale della provincia del Chaco, con capoluogo Villa Berthet.

## Geografia fisica
Esso confina con i dipartimenti di Comandante Fernández, Quitilipi, Veinticinco de Mayo, Tapenagá, Mayor Luis Jorge Fontana e O'Higgins.

## Società

### Evoluzione demografica
Secondo il censimento del 2001, su un territorio di 2.135 km², la popolazione ammontava a 14.252 abitanti, con un aumento demografico del 6,41% rispetto al censimento del 1991.

## Amministrazione
Nel 2001 il dipartimento comprendeva i seguenti comuni (municipios in spagnolo):
- Samuhú
- Villa Berthet